# Equipo Alemán Unificado en los Juegos Olímpicos de Roma 1960
El Equipo Alemán Unificado estuvo representado en los Juegos Olímpicos de Roma 1960 por un total de 293 deportistas que compitieron en 17 deportes.  
El portador de la bandera en la ceremonia de apertura fue el jinete Fritz Thiedemann.

## Medallistas
El equipo olímpico alemán obtuvo las siguientes medallas:
| Nombre | Deporte            | Competición                      |
| --- | ------------------ | -------------------------------- |
| Oro |                    |                                  |
| Armin Hary | Atletismo          | 100 m M                          |
| Bernd Cullmann Armin Hary Walter Mahlendorf Martin Lauer                                                                                  | Atletismo          | 4 × 100 m M                      |
| Heidi Schmid | Esgrima            | Florete ind. F                   |
| Hans Günter Winkler (Halla) Fritz Thiedemann (Meteor) Alwin Schockemöhle (Ferdl)                                                          | Hípica             | Saltos por eqs.                  |
| Wilfried Dietrich | Lucha libre        | +87 kg M                         |
| Dieter Krause Günter Perleberg Paul Lange Friedhelm Wentzke                                                                               | Piragüismo         | K1 4 × 500 m M                   |
| Bernhard Knubel Karl Renneberg Klaus Zerta                                                                                                | Remo               | Dos con timonel (M2+) M          |
| Gerd Cintl Horst Effertz Klaus Riekemann Jürgen Litz Michael Obst                                                                         | Remo               | Cuatro con timonel (M4+) M       |
| Manfred Rulffs Walter Schröder Frank Schepke Kraft Schepke Karl-Heinrich von Groddeck Karl-Heinz Hopp Klaus Bittner Hans Lenk Willi Padge | Remo               | Ocho con timonel (M8+) M         |
| Ingrid Krämer | Saltos             | Trampolín 3 m F                  |
| Ingrid Krämer | Saltos             | Plataforma 10 m F                |
| Peter Kohnke | Tiro               | Rifle en posición tendida 50 m M |
| Plata |                    |                                  |
| Carl Kaufmann | Atletismo          | 800 m M                          |
| Hans Grodotzki | Atletismo          | 5000 m M                         |
| Hans Grodotzki | Atletismo          | 10 000 m M                       |
| Manfred Kinder Joachim Reske Johannes Kaiser Carl Kaufmann                                                                                | Atletismo          | 4 × 400 m M                      |
| Walter Krüger | Atletismo          | Jabalina M                       |
| Jutta Heine | Atletismo          | 200 m F                          |
| Martha Langbein Anni Biechl Brunhilde Hendrix Jutta Heine                                                                                 | Atletismo          | 4 × 100 m F                      |
| Johanna Lüttge | Atletismo          | Disco F                          |
| Dieter Gieseler | Ciclismo en pista  | 1000 m contrarreloj M            |
| Jürgen Simon Lothar Stäber | Ciclismo en pista  | Tandem M                         |
| Siegfried Köhler Bernd Barleben Peter Gröning Manfred Klieme                                                                              | Ciclismo en pista  | Persecución por eqs. M           |
| Gustav-Adolf Schur Egon Adler Erich Hagen Günter Lörke                                                                                    | Ciclismo en ruta   | Contrarreloj por eqs. M          |
| Günther Maritschnigg | Lucha grecorromana | 73 kg M                          |
| Lothar Metz | Lucha grecorromana | 79 kg M                          |
| Wilfried Dietrich | Lucha grecorromana | +87 kg M                         |
| Wiltrud Urselmann | Natación           | 200 m braza F                    |
| Therese Zenz | Piragüismo         | K1 500 m F                       |
| Therese Zenz Ingrid Hartmann | Piragüismo         | K2 500 m F                       |
| Achim Hill | Remo               | Scull ind. (M1x) M               |
| Bronce |                    |                                  |
| Ursula Donath | Atletismo          | 800 m F                          |
| Gisela Birkemeyer | Atletismo          | 80 m vallas F                    |
| Hildrun Claus | Atletismo          | Salto de longitud F              |
| Günter Siegmund | Boxeo              | Pesado (+81 kg) M                |
| Jürgen Theuerkauff Tim Gerresheim Eberhard Mehl Jürgen Brecht                                                                             | Esgrima            | Florete por eqs. M               |
| Josef Neckermann (Asbach) | Hípica             | Doma ind.                        |
| Barbara Göbel | Natación           | 200 m braza F                    |
| Christel Steffin Heidi Pechstein Gisela Weiss Ursel Brunner                                                                               | Natación           | 4 × 100 m libre F                |
| Ingrid Schmidt Ursula Küper Bärbel Fuhrmann Ursel Brunner                                                                                 | Natación           | 4 × 100 m estilos F              |
| Klaus Zähringer | Tiro               | Rifle en tres posiciones 50 m M  |
| Rolf Mulka Ingo von Bredow | Vela               | Flying Dutchman M                |